# Luciana Peverelli
Luciana Peverelli, nota anche con gli pseudonimi Greta Granor e Mariely (Milano, 16 febbraio 1902 – Milano, 5 agosto 1986), è stata una giornalista, scrittrice, sceneggiatrice e fumettista italiana, nota, già dagli anni Trenta e soprattutto nel dopoguerra, come autrice di racconti e romanzi di genere sentimentale e poliziesco.

## Biografia
Giovanissima, inizia a lavorare nel mondo dei femminili milanesi al fianco della madre, direttrice della rivista Trionfo d'amore che raccoglie intorno a sé giovani e promettenti intellettuali come Cesare Zavattini. Ma la grande occasione professionale le si presenta nel 1929, quando, rispondendo all'inserzione della piccola casa editrice milanese Moderna che cercava giovani “abilissimi scrittori”, entra in contatto con Cino Del Duca, intraprendente editore di romanzi rosa e pubblicazioni popolari con il quale avvia una fortunata collaborazione che durerà tutta la vita. Nel 1930 pubblica con Del Duca il romanzo a fascicoli Cuore garibaldino che riscuote grande successo; iscritta all'Ordine dei giornalisti dal 1931, dirige la rivista cinematografica Stelle e, dal 1933, Il Monello, settimanale a fumetti ispirato al personaggio di Chaplin ed è coautrice dei fumetti nel  "Il Moschettiere, Il Pioniere dei Ragazzi e Noi Ragazzi." Negli ultimi mesi del 1939 dirige la rivista Cinema Illustrazione. Sempre accanto a Del Duca, partecipa attivamente alla redazione di Grand Hotel, il popolarissimo magazine che esce nel 1946. Nel 1947 è autrice per Sogno del primo fotoromanzo pubblicato in Italia, Menzogne d'amore, uscito in contemporanea con Nel fondo del cuore di Stefano Reda. Dal 1963 fino alla morte dirige il settimanale popolare Stop. Ha collaborato con la Gazzetta del Mezzogiorno, Stampa estera, Paese Sera, Il Tempo.
All'attività di giornalista affianca quella di scrittrice, con circa 400 titoli tra racconti e romanzi “rosa” e polizieschi più volte ristampati. Con lo pseudonimo Greta Granor pubblica romanzi nella nota collana “L'universale romantica Salani”, operazione editoriale volta a raccontare “la donna, nelle diverse stagioni della sua vita, nel suo rapporto con l'uomo e la società”; per i tipi di Campi, editore del famoso Almanacco Barbanera, firma nel 1962 le Lettere d'amore in grigioverde: guida indispensabile per i militari che desiderano scrivere una lettera alla fidanzata, alla famiglia, agli amici, ai superiori, utilizzando lo pseudonimo Mariely e vari repertori per corrispondenza.
Traduttrice di John Steinbeck per l'Editoriale Romana (nel 1944 esce la versione italiana di La luna è tramontata) e del fortunato romanzo Maddalena di Jack Newlyn (Del Duca, 1954), è soggettista e sceneggiatrice di numerose opere cinematografiche prevalentemente ispirate ai suoi romanzi.
Antifascista, ha una lunga relazione con Henry Molinari, esponente della Resistenza; dopo la fine della guerra sposa il lord inglese Philip Ashley Carter, ma il matrimonio naufraga dopo cinque anni.

## Opere principali

### Romanzi
- Cuore garibaldino, Moderna, Milano 1930
- Giovanotti e signorine, Rizzoli, Milano 1932
- L'amante del sabato inglese, Rizzoli, Milano 1933
- Inverno d'amore, Rizzoli, Milano 1934
- Piacere agli uomini, Rizzoli, Milano 1936
- Incendio a bordo, Rizzoli, Milano 1938
- Siglinda, Rizzoli, Milano 1939
- Violette nei capelli, Rizzoli, Milano 1940
- La lunga notte, Rizzoli, Milano 1942
- Sposare lo straniero, Rizzoli, Milano 1946
- I nostri folli amori, Salani, Milano 1979
- Dannata e felice, Salani, Milano 1980

### Sceneggiature
- Signorinette, 1942
- La principessa del sogno, regia di Roberto Savarese, Maria Teresa Ricci (1942)
- Violette nei capelli, 1942
- Gran premio, 1944
- Non c'è amore più grande, 1955

## Televisione
In TV partecipa a tre serie di sketch pubblicitari televisivi per la rubrica Carosello:
- nel 1957 per il brandy Gran Senior delle distillerie Fabbri insieme a Erminio Spalla, Sylva Koscina, Emilio Schuberth, Dawn Addams, Nilla Pizzi, Sandra Milo, Isa Barzizza e Virna Lisi;
- nel 1959, insieme a Enzo Tortora e molti altri attori e personaggi famosi, per il dentifricio Durban's;
- nel 1960 insieme a Elena Cotta, Marco Guglielmi, Cristiana e Cristina Fioravanti, per il Vicks Vaporub della Corvi.